# Chamusca
Chamusca (ʃɐ'muʃkɐ) è un comune portoghese di 11 492 abitanti situato nel distretto di Santarém.

## Società

### Evoluzione demografica
| Popolazione di Chamusca (1801 – 2004) | Popolazione di Chamusca (1801 – 2004) | Popolazione di Chamusca (1801 – 2004) | Popolazione di Chamusca (1801 – 2004) | Popolazione di Chamusca (1801 – 2004) | Popolazione di Chamusca (1801 – 2004) | Popolazione di Chamusca (1801 – 2004) | Popolazione di Chamusca (1801 – 2004) | Popolazione di Chamusca (1801 – 2004) |
| ------------------------------------- | ------------------------------------- | ------------------------------------- | ------------------------------------- | ------------------------------------- | ------------------------------------- | ------------------------------------- | ------------------------------------- | ------------------------------------- |
| 1801                                  | 1849                                  | 1900                                  | 1930                                  | 1960                                  | 1981                                  | 1991                                  | 2001                                  | 2004                                  |
| 2725                                  | 4313                                  | 10418                                 | 12925                                 | 15871                                 | 13135                                 | 12282                                 | 11492                                 | 11313                                 |

## Freguesias
- Carregueira
- Chamusca
- Chouto
- Parreira
- Pinheiro Grande
- Ulme
- Vale de Cavalos